# Senecio cymosus
Senecio cymosus là một loài thực vật có hoa trong họ Cúc. Loài này được (ex Gay) J.Rémy miêu tả khoa học đầu tiên năm 1849.